# Chiesa di Maria Santissima dei Sette Dolori (Serra San Bruno)
La chiesa di Maria Santissima dei Sette Dolori o dell'Addolorata è una chiesa di Serra San Bruno.

## Storia e descrizione

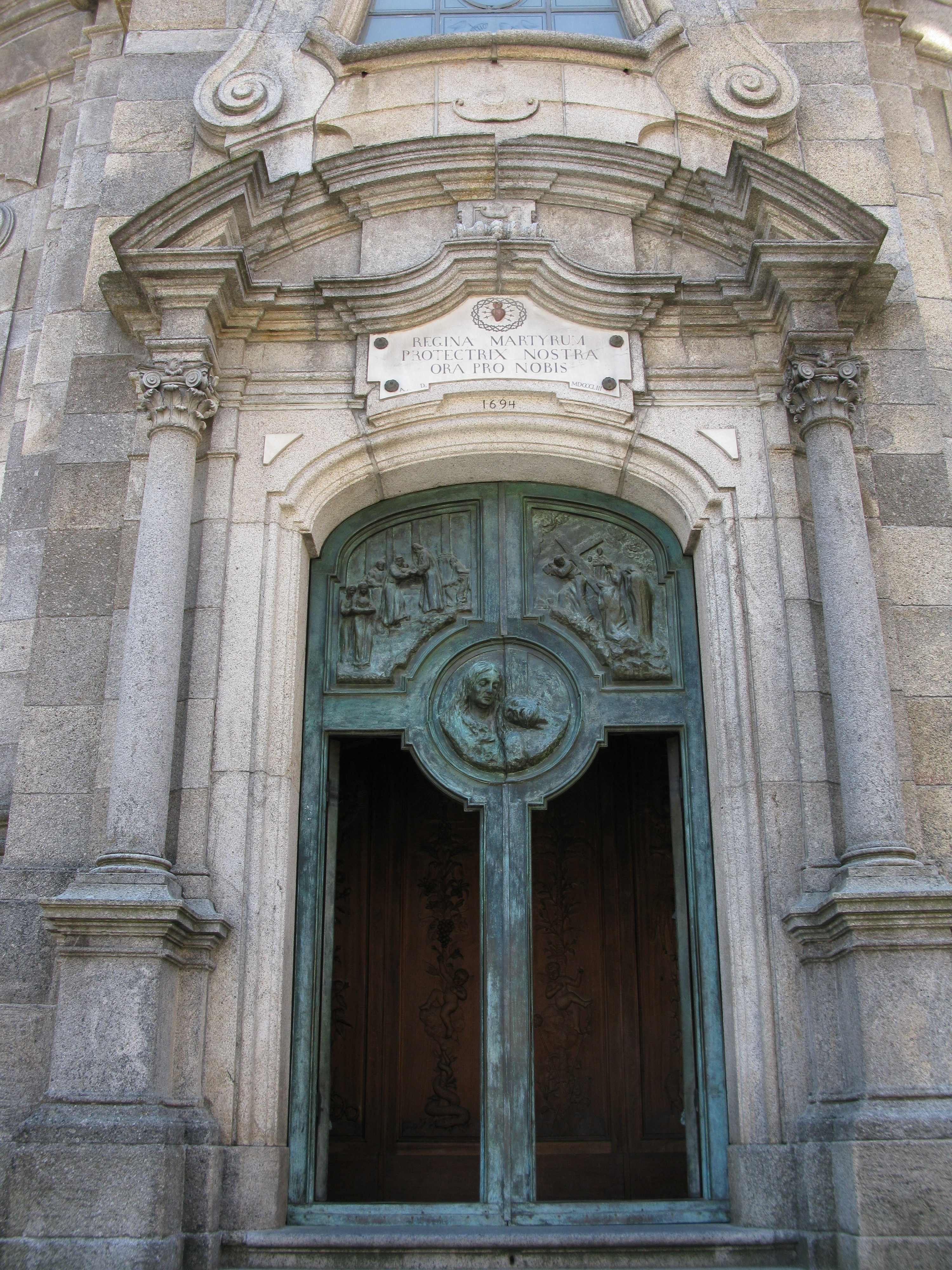
Portale d'ingresso

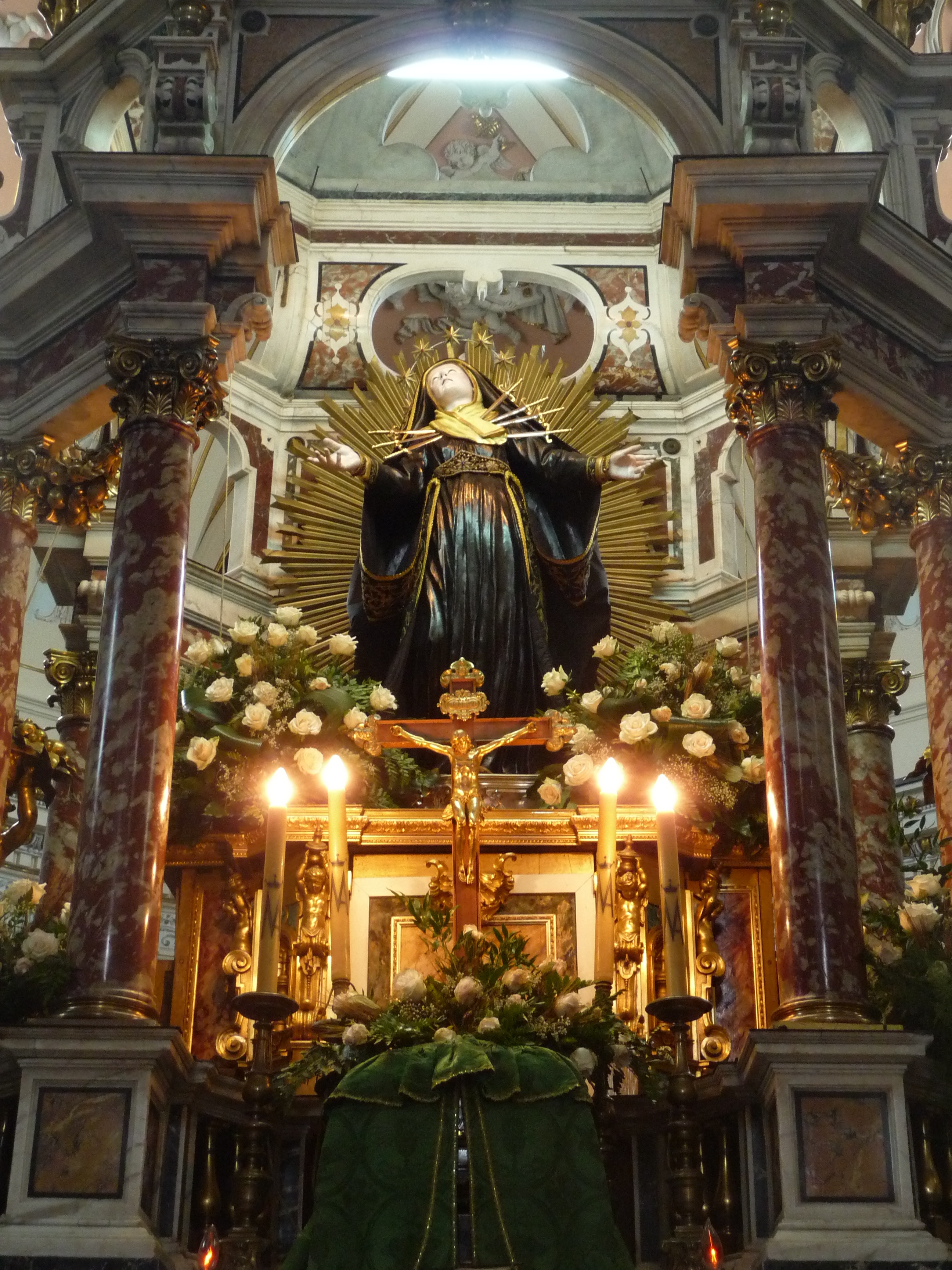
Altare centrale, particolare della Statua della Madonna dei Sette Dolori

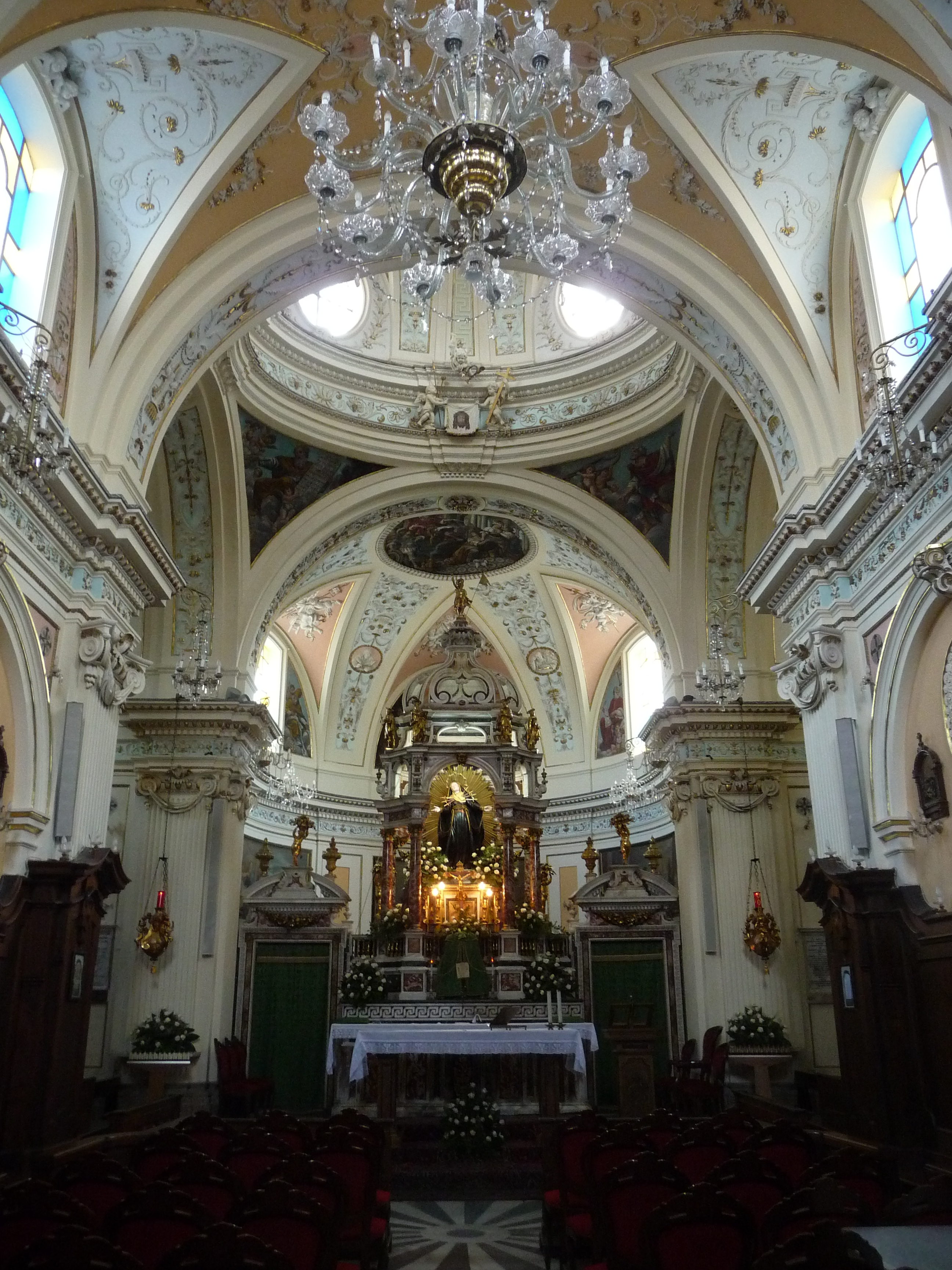
Interno

La facciata, a pianta semiellittica, realizzata in granito locale dal capomastro Vincenzo Salerno (+1807) su progetto dell'architetto serrese Biagio Scaramuzzino, è uno dei capolavori del tardobarocco calabrese. La porta scolpita nel 1961 da Giuseppe Maria Pisani raffigura, nelle sette valve bronzee, i dolori della Madonna. Su disegno e modello scolpito dello stesso artista fu realizzata la porta di legno intagliata da Salvatore Tripodi. L'interno, ad aula mononavata con pianta a croce latina, si caratterizza per i preziosi stucchi opera di Domenico Barillari e dei figli Michele e Bruno, realizzati in collaborazione con Biagio Muzzì. Nella navata, spiccano quattro medaglioni marmorei di scuola napoletana scolpiti a bassorilievo e raffiguranti due Santi barbuti, privi di attributi iconografici ma tradizionalmente considerati San Pietro e San Paolo, un certosino, probabilmente San Bruno, e San Gennaro. I medaglioni erano collocati, originariamente, sotto la cupola della vecchia 
certosa, come dimostrano alcune fotografie d'epoca scattate prima della demolizione delle rovine del monastero, in cui si notano, al di sopra di alcune nicchie, spazi atti a contenere bassorilievi di forma ovale. Le opere, tradizionalmente assegnate ad alcuni degli scultori venuti da Napoli a lavorare nel monastero serrese in seguito all'apertura dei lavori per il Gran Ciborio da parte di Cosimo Fanzago, sono state recentemente riconsiderate: il san Pietro è stato attribuito a Giuseppe Sanmartino (Napoli, 1720 - 1793) e gli altri tre a Matteo Bottiglieri (Castiglione del Genovesi, 1684 – 1757) facendone avanzare la tradizionale datazione di circa un secolo. Nel braccio sinistro della crociera (guardando l'altare), la balaustra dell'organo, con la parte centrale caratterizzata dalla ricca decorazione barocca in marmo traforato, impreziosito dagli stemmi certosini con gli attributi di Santo Stefano e San Giovanni Battista, proviene dal diruto monastero come “L'apparizione della Madonna a San Bruno” dipinta nel 1721 da Paolo De Matteis, già allievo del Giordano. L'opera serrese si inserisce a pieno titolo tra le più belle composizioni del suo ultimo periodo: le figure sono immerse in una luce soffusa e calda, e il Santo, inginocchiato su una nuvola, in atteggiamento devozionale, solleva la testa, verso l'apparizione della Vergine che, con le braccia sul petto, gli rivolge lo sguardo. 
Nel braccio destro spicca “Il trapasso di S. Anna”, quadro già assegnato da Alfonso Frangipane alla scuola neoclassica. Nel 1959 fu Giuseppe Maria Pisani, dopo un intervento di pulitura, ad individuarne la data, 1642, sul bordo della coperta verde posta sul letto della Santa. La pittura è certamente da avvicinare agli ambienti del classicismo francese operanti in ambito certosino e non è da escludere una mano importante come quella di Eustache Le Sueur (Parigi, 1616 – 1655). La tela è stata attribuita pure a Reynaud Levieux (Nîmes, 1613 – Roma, 1699) proponendo una rilettura della data, 1672 e a Rémy Vuibert (Troyes, 1600/1607 – Moulins, 1651/1652). 
Sulle porte della sacrestia e della cappella di Santa Lucia spiccano due tele dipinte nel 1894 da Salomone Barillari, "Il Presepe" e "Le tavole della legge", mentre in alto, nelle lunette, "Il sacrificio di Isacco" e "Agar e Ismaele nel deserto" sono stati dipinti nel 1908 da Salvatore Pisani. Nel coro una bella tela di sapore morelliano raffigurante i sette santi fiorentini fondatori dell'ordine dei servi di Maria, opera di Giuseppe Maria Pisani (1851 - 1923), datata 1902. Al soffitto, un tondo raffigurante la regina Ester e il re Assuero firmato da Stefano Pisani ed eseguito sotto la guida dell'architetto Domenico Barillari nei primi anni del XIX secolo. 
Il monumentale ciborio fu commissionato nel 1631 a Cosmo Fanzago dal priore della Certosa di S. Stefano del Bosco, dom Ambrogio Gasco da Bordeaux (1627 - 1633). L'esecuzione delle parti metalliche fu affidata a Biase Monte, mentre la traduzione in bronzo dei modelli delle sculture si deve a due fonditori, Sebastiano Scioppi o Scoppa e Raffaele Meittener proveniente da Innsbruck. Dopo il 1650 gli subentrò Giovanni Andrea Gallo e portò a compimento l'opera. Un ruolo di primo piano nell'imponente macchina del ciborio ebbe il fiorentino Innocenzo Mangani che in quegli anni si trovava a Napoli dove fu coinvolto nella sommossa antispagnola del 1647. Gli salvò la vita Cosmo Fanzago, che gli fece trovare rifugio in Calabria, alla certosa di Santo Stefano, dove fervevano i lavori del ciborio. Ebbe un ruolo nella fusione delle statuine in bronzo dorato a mercurio che ornano l'altare, e raffigurano S. Giovanni Battista, San Giovanni Evangelista, San Pietro, San Paolo e il Cristo risorto, a cui devono aggiungersi un crocifisso e due coppie di putti canefori. Appartenevano all'altare anche due coppie di Angeli oranti, una coppia di putti alati e quattro statuine raffiguranti Santo Stefano, San Bruno, San Lorenzo e San Martino, santi titolari delle certose meridionali, conservate oggi a Vibo Valentia, nel Museo del Valentianum. 
Il tabernacolo templiforme, arricchito da malachiti, lapislazzuli, agata e occhi di tigre, e da quattro statuine raffiguranti i santi Girolamo, Ambrogio, Gregorio Magno e Agostino, dottori della chiesa, è tradizionalmente attribuito ad Innocenzo Mangani. 
Nei primi anni del XIX secolo il celebre altare fanzaghiano di Serra San Bruno fu modificato dagli artigiani serresi, che lo ridussero nelle misure per adattarlo alla chiesa dell'Addolorata e ne modificarono la struttura architettonica. Tra gli artefici spiccano i nomi di Domenico Tucci, che restaurò le opere bronzee, Giuseppe Drago che restaurò i marmi e Domenico Barillari fu Vincenzo, architetto, che ridisegnò l'opera. 
Anche la pavimentazione marmorea della chiesa dell'Addolorata, in parte ad 'opus spicatum', ha la sua interessante vicenda storica. La ricerca, eseguita a Roma da Alfonso Frangipane, mise in luce le molte relazioni esistenti tra la Certosa di Santo Stefano del Bosco e quella romana di Santa Maria degli Angeli da cui il pavimento proviene: fu montato nella chiesa dell'Addolorata nel 1835. In questo stesso tempio si rimane colpiti dalla bella statua lignea raffigurante Maria Santissima Addolorata fatta scolpire a Lucca dal vicario don Onofrio Pisani dopo la costituzione, avvenuta nel 1694, dell'arciconfraternita dei Sette Dolori.
Nella stanzetta laterale destra, detta di Santa Lucia, sono conservate tre statue lignee delle quali una raffigura Sant'Anna, opera di Raffaele Vinci, una Santa Lucia opera di Vincenzo Zaffino e il settecentesco Cristo morto proveniente dalla Certosa, alto quasi due metri, che viene portato in processione la mattina del sabato santo su di un'artistica "naca" che ogni anno cambia forma e colori secondo la fantasia e l'estro dei suoi realizzatori.